# AEG Dr.I
L'AEG Dr.I était la version triplan du biplan de chasse AEG D.I, inspirée par la circulaire du 27 juillet 1917 incitant les spécialistes à venir étudier un Sopwith Triplane capturé intact et à soumettre à l’Idflieg des appareils aux caractéristiques au moins équivalentes. Achevé en octobre 1917, ce monoplace avait des performances médiocres et des réactions malsaines. Il ne pouvait donc être produit en série.